# Backstairs Passage
Backstairs Passage är ett sund i Australien. Det ligger i delstaten South Australia, omkring 99 kilometer sydväst om delstatshuvudstaden Adelaide.